# Бакльеу (провинция)
Бакльеу (вьет. Bạc Liêu) — провинция в южной части Вьетнама, в дельте Меконга. Административный центр — одноимённый город.

## География
Расположена примерно в 100 км от города Кантхо и в 280 км от Хошимина. Площадь — 2 502 км². 

## Население
Население составляет 856 250 человек; плотность — 342,23 чел./км². 

## Административное деление
В административном отношении делится на:
- город провинциального подчинения Бакльеу

и 6 уездов: 
- уезд Хонгзан (Hồng Dân)
- уезд Хоабинь (Hòa Bình)
- уезд Giá Rai
- уезд Фыоклонг (Phước Long)
- уезд Виньлой (Vĩnh Lợi)
- уезд Донгхай (Đông Hải)

## Экономика
Основу экономики составляет сельское хозяйство, рыболовство, производство одежды и пищевая промышленность.
Крупным энергетическим проектом стала ВЭС Бакльеу на прибрежном мелководье у морского берега провинции.